# 矿车

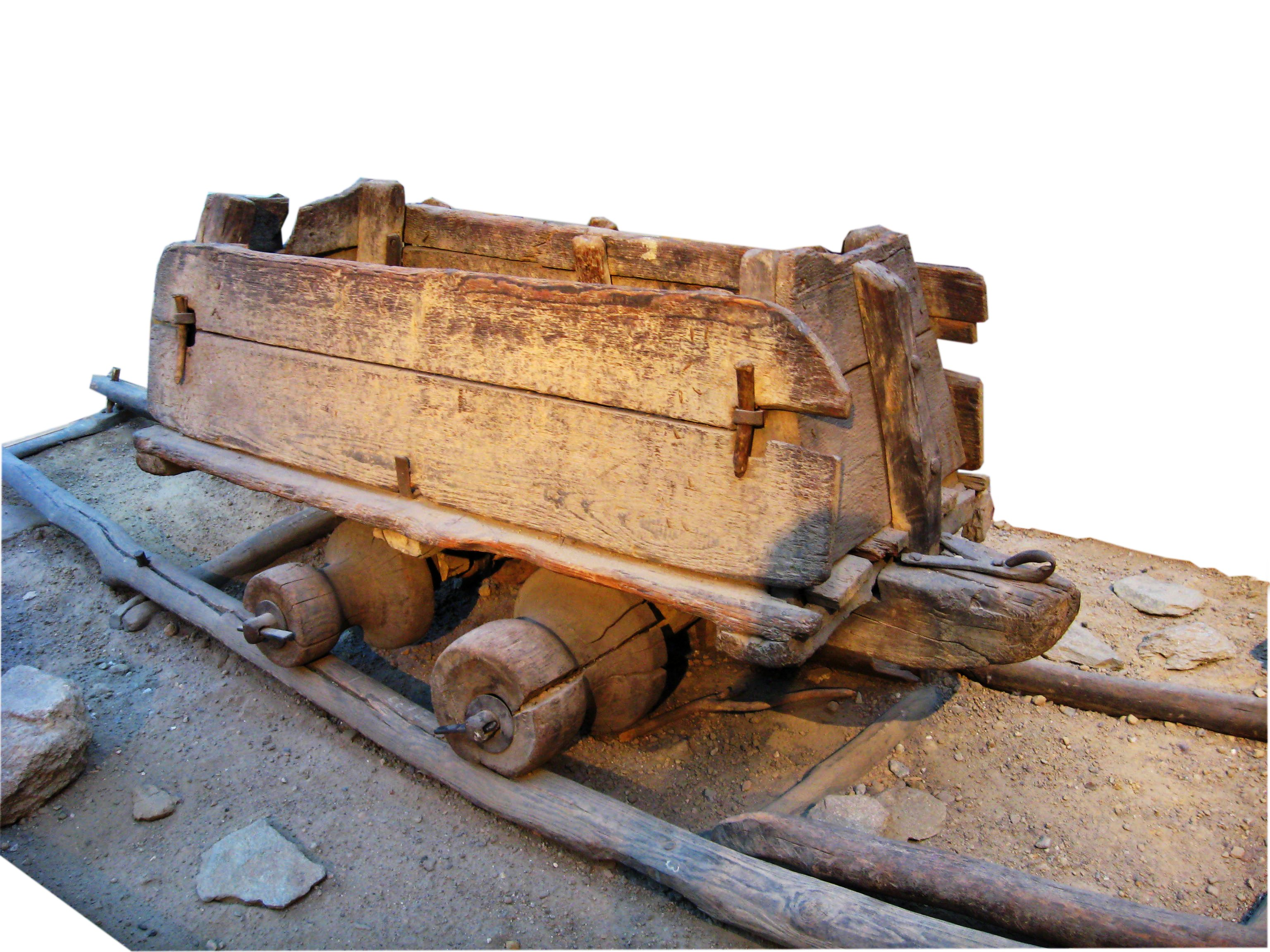
十六世纪时的矿车，发现于特兰西瓦尼亚

矿车是矿山铁路使用的一种鐵道機車車輛，矿车在传统矿业中运输采购的矿石和原料。现时矿车已鲜少使用，而在地下作业中（尤其是煤炭开采业），更为高效的傳動帶系统取代传统矿车，并允许长壁采煤机和连续采矿机长时间高负荷运行，大型矿山自卸车则负责把原料运输到地面。

## 术语

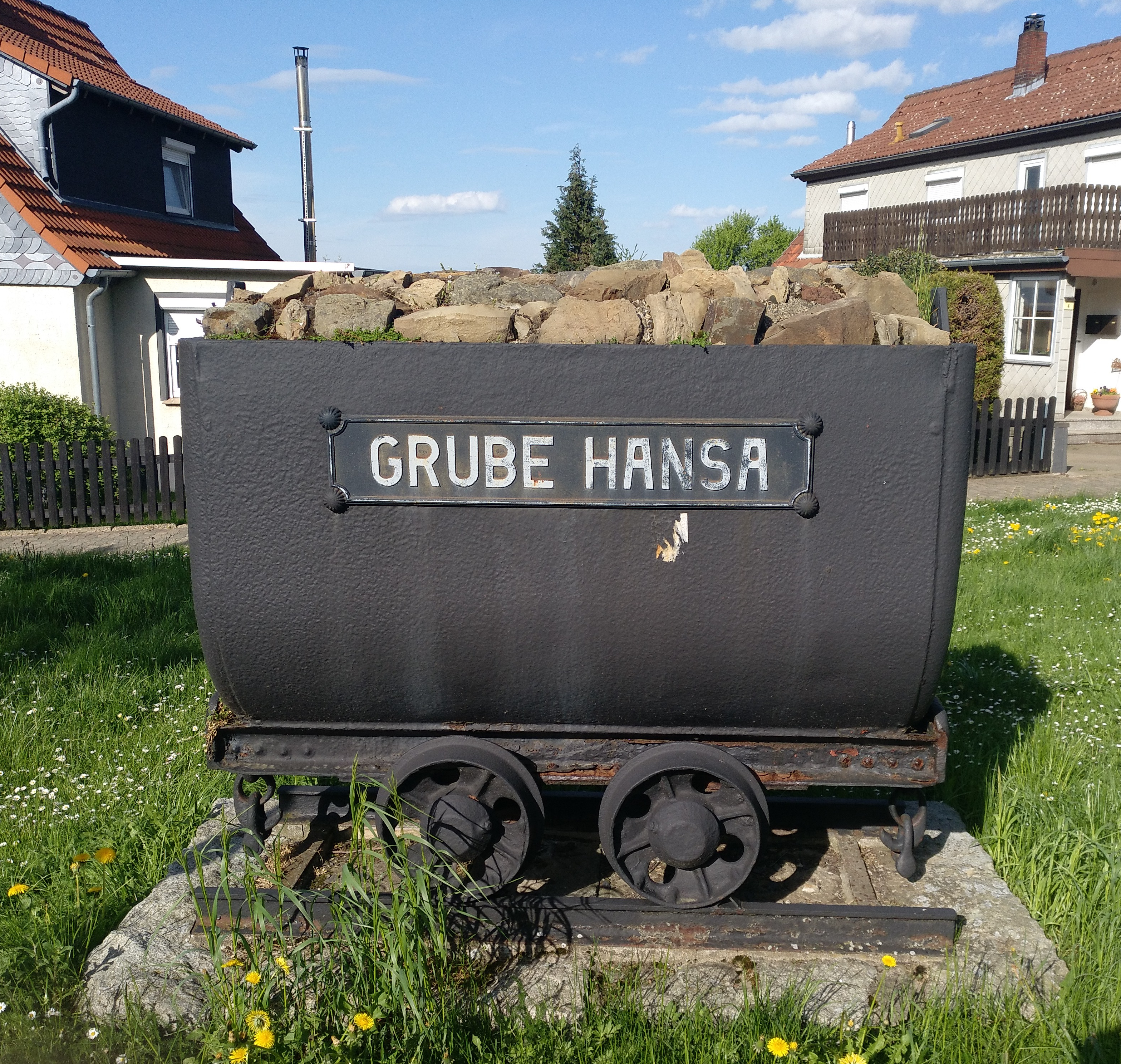
德国哥廷格罗德汉莎矿洞的一辆矿车

世界各地对矿车的表记各不相同：在南非，“Minecart”代指（小型矿车）； 德语中称矿车为Hunt或Hund)。威爾斯通常将矿车称之为drams。美国等地则使用术语skip或skip wagon（原拼作waggon）。

特别的是，V skip wagon是一种V形车身的敞車 （详见此分类内图片）。

## 设计与操作
矿车的尺寸和用途各不相同，该载具多以钢打制，用于运输矿石。矿车形似大缸，并在金属轨道上运行，矿车最初由人和牲畜推拉（后期亦使用绳索牵引）。矿车在近代化初期用于取代人力。最初，它们不是在真正的“轨道”上运行（其中车轮将有一个轮辋卡在轨道上以活动），而是在木板上使用普通车轮，通过安装在导向槽中的销固定在轨道上，或是利用推车底盘低于车轮之特征将之卡在木板之间（即“匈牙利系统”）滑动。
后期鉴于矿井规模扩大及产能提高，原有的方案已经不敷使用，遂换型为大型敞车，由窄軌柴油機車或電力機車牵引（由于煤矿开采时回生成易燃易爆气体，故会设置防火设施或使用电池驱动）。它们也会用于将矿工运送到工作面。
矿车作为鐵路車輛的始祖，它在科技史上有着举足轻重的地位。具体内容详见铁路运输史。

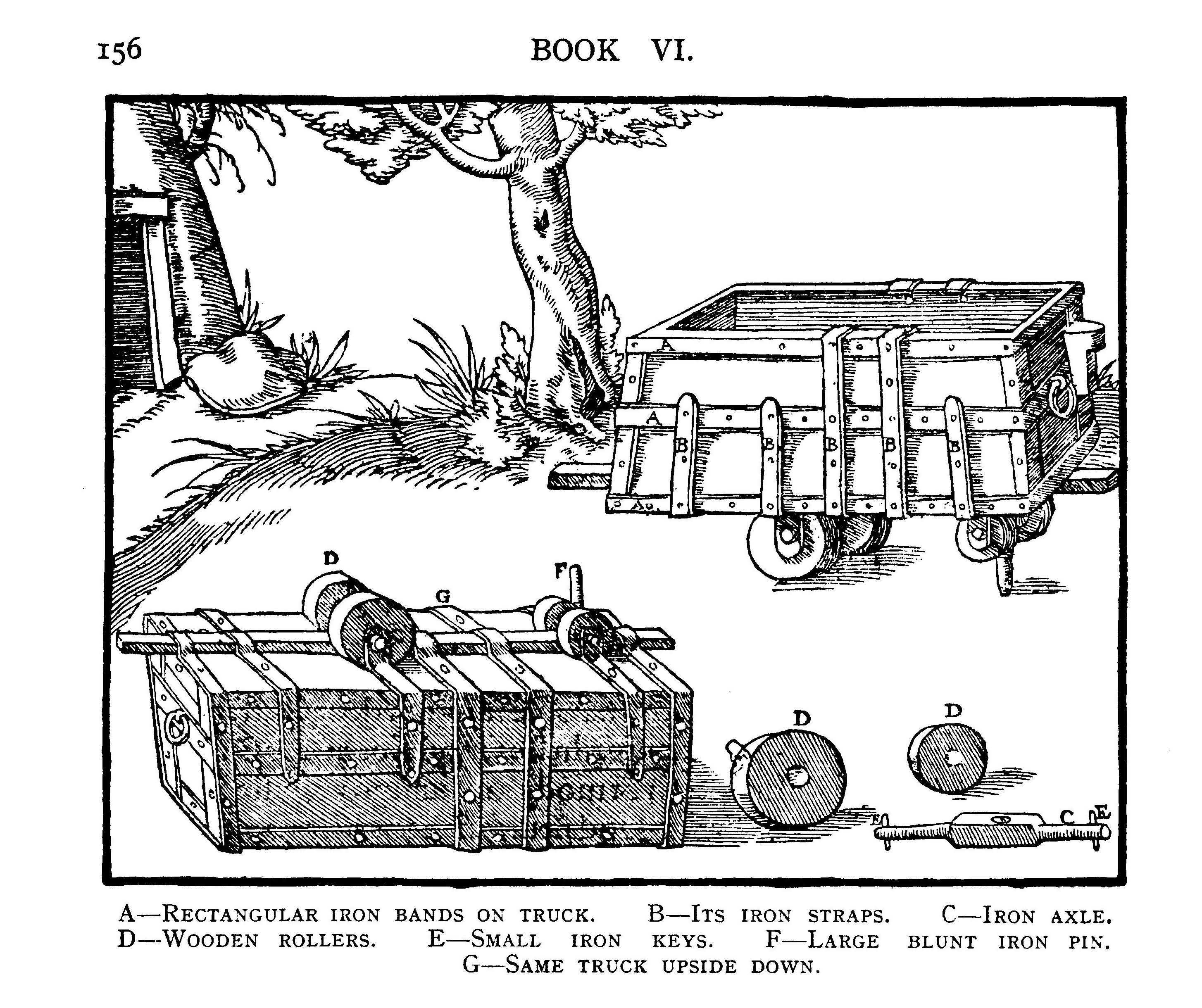
《坤舆格致》中的矿车（1556年）。导销安装在两块木板之间的凹槽中。
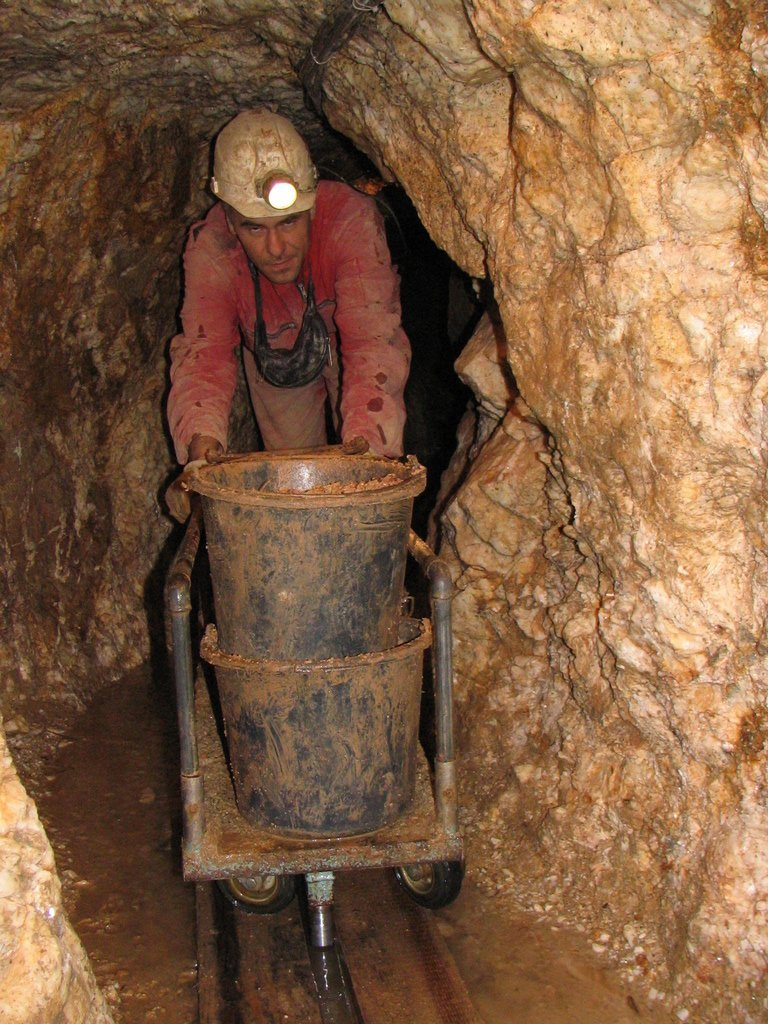
注意图中清晰可见的导销。
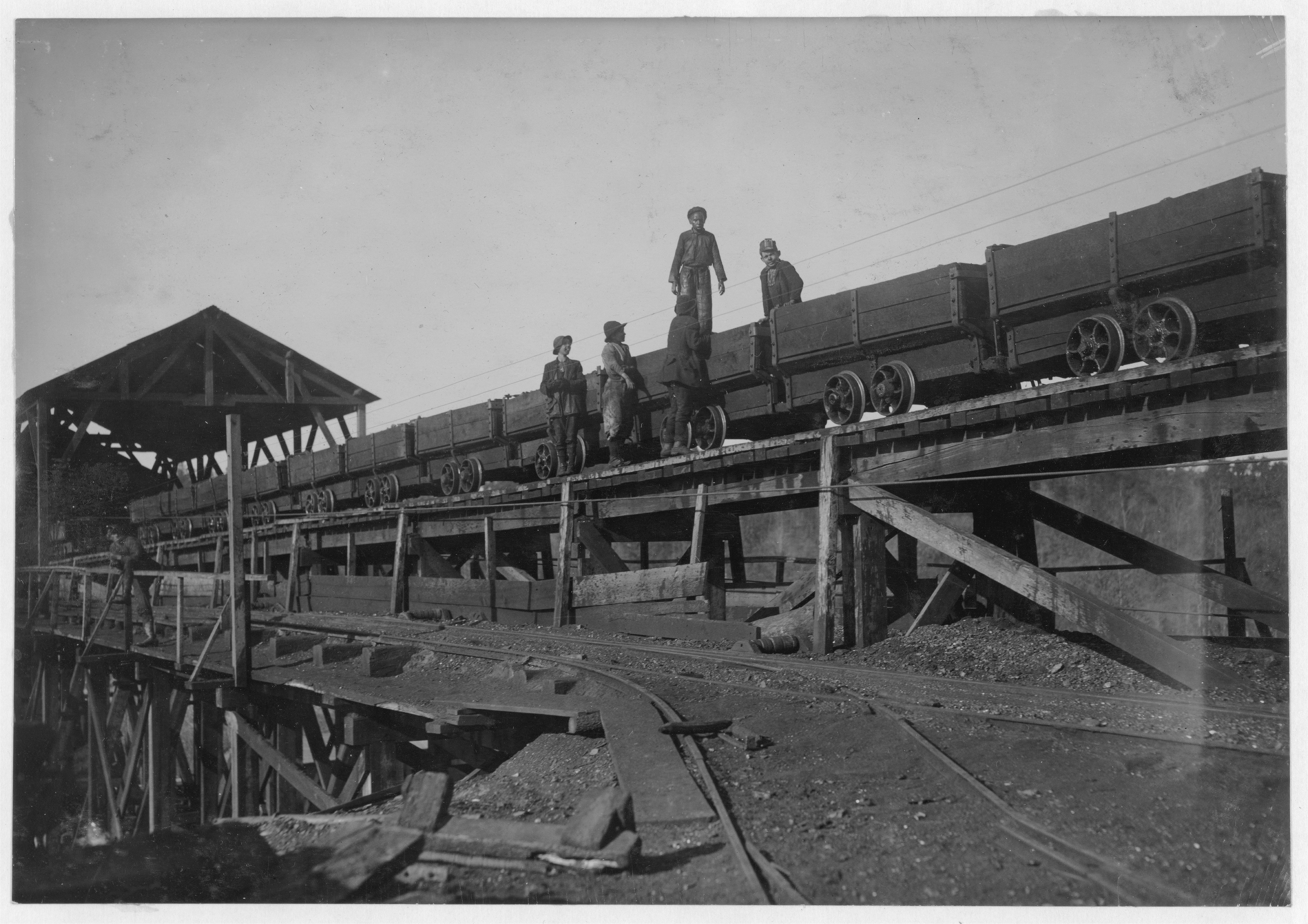
亚拉巴马州贝西矿矿车上的童工。路易斯·海因摄于约1910-1911年。
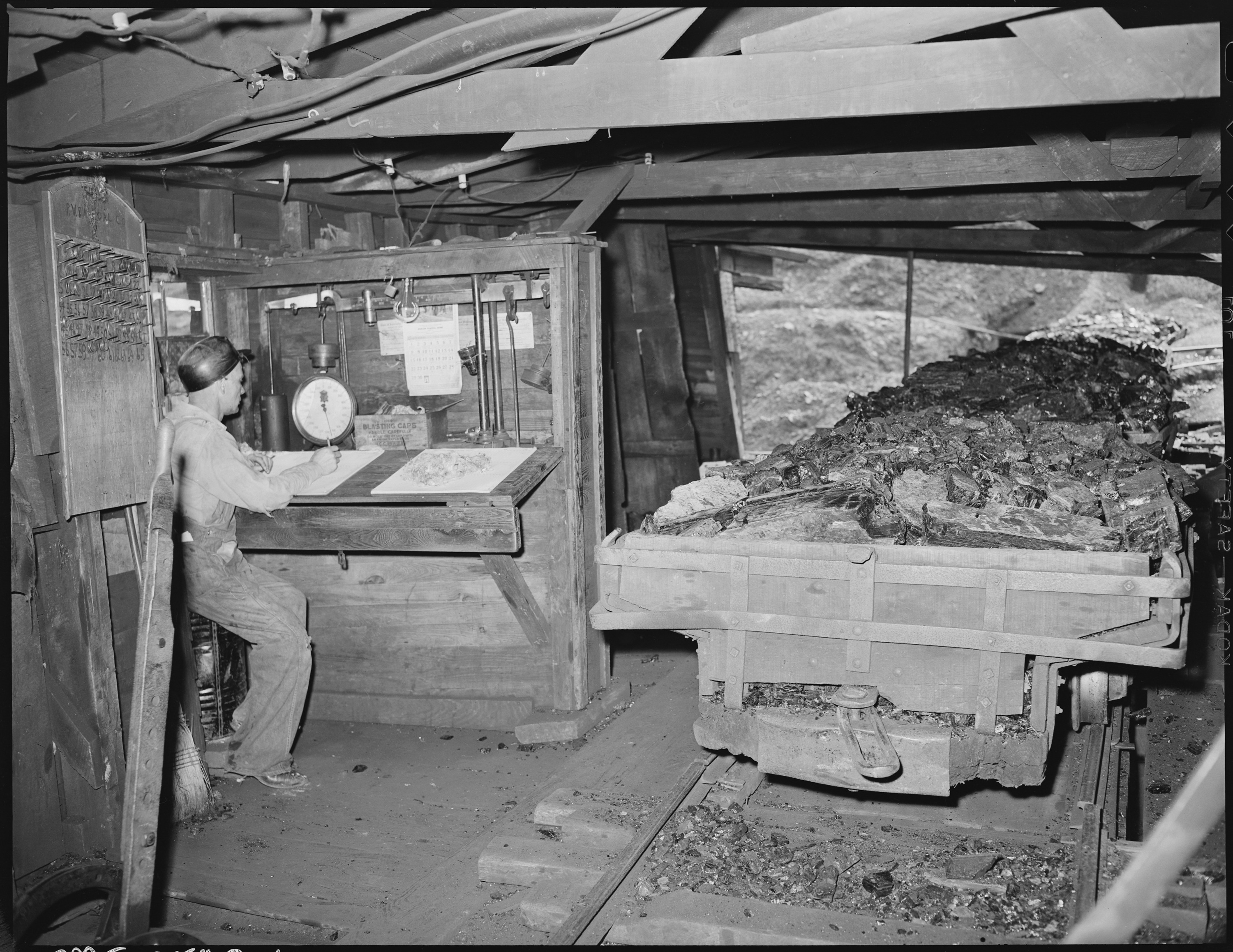
1946年，一辆矿车在肯塔基州的煤炭翻车机（英语：coal tipple）上称重，尔后煤炭被倒入敞车中。

## 流行文化
矿车被认为是一种惊险刺激的项目；譬如《魔宮傳奇》中印第安纳·琼斯即以此为逃生场景。
矿洞过山车的灵感即出自矿车。
矿车关卡，意指电子游戏中玩家角色乘矿车高速移动之关卡，其中以超级森喜刚一类的橫向捲軸遊戲为甚。《Kuso小紅帽》亦以矿车为特色。玩家可以在我的世界合成矿车及轨道，并将之作为交通工具。它们亦可在程序化生成中生成的废弃矿井中寻获。
在大不列顛島，諾森伯蘭郡和達勒姆郡等原矿区的绿地与酒吧外，都可寻获种满花卉的修复矿车（俗称“桶”）的踪迹。
与英国类似，旧矿车与老式采矿工具在德国司空见惯。其中鲁尔区的很多居所后院都能找到手推矿车。